# Enicospilus iangauldi
Enicospilus iangauldi là một loài tò vò trong họ Ichneumonidae.